# Tela (Honduras)
Tela es un municipio del departamento de Atlántida en la República de Honduras. También es el nombre de su principal ciudad.

## Límites
| Orientación | Límite                             |
| ----------- | ---------------------------------- |
| Norte       | Mar Caribe                         |
| Sur         | Municipio de El Progreso, Yoro     |
| Sur         | Municipio de El Negrito, Yoro      |
| Sur         | Municipio de Morazán, Yoro         |
| Sur         | Municipio de Yoro, Yoro            |
| Este        | Municipio de Arizona, Atlántida    |
| Oeste       | Municipio de Puerto Cortés, Cortés |

## La ciudad y localidades
Tela es una ciudad puerto ubicada en el Caribe hondureño. Tiene una superficie de 1,163.3 km² (449,2 mi2). Sus coordenadas son 15º47'00.3" de latitud norte por 87º27'14.8" de longitud oeste. El río Lancetilla divide a la ciudad en dos sectores bien definidos, conocidos como Tela Viejo (sector Este) y Tela Nuevo (sector Oeste). Está ubicada entre dos ciudades importantes : San Pedro Sula (Este) y La Ceiba (Oeste), su "ciudad hermana". La capital del país, Tegucigalpa, se encuentra a 321 kilómetros.
El puerto de Tela está rodeado por varias comunidades garífunas, así como de parques nacionales. Al este de Tela se encuentra la villa garífuna de Ensenada. A 8 km se encuentra la ciudad garífuna de Triunfo de la Cruz y el refugio Silvestre Punta Izopo. Al oeste de la ciudad (8 kilómetros) se encuentra Tornabé, la villa garífuna más grande de la región. Más adelante, en dirección oeste también se encuentra la villa garífuna de Miami. Asimismo, también se encuentra la Laguna de 'Los Micos', Punta Sal y parque nacional Jeanette Kawas, y muy cerca de Tela se encuentra la Villa Garífuna de San Juan. Al sur de la ciudad está el Jardín Botánico Lancetilla.

## Clima
Tela cuenta con un clima tropical húmedo, por su gran cantidad de precipitaciones y posición tropical. Es cálido, muy moderado por acción del mar y disminuye la temperatura según la altitud y distancia del mar. 
Los meses más lluviosos son desde octubre hasta diciembre. Su periodo lluvioso y frío coincide con el invierno del hemisferio norte, durante el cual predomina la influencia de los anticiclones y frentes fríos. La precipitación en su lapso de mayor intensidad se presenta en forma de llovizna. El promedio anual total de lluvia alcanza valores cercanos a 2,900 mm en sectores reducidos a barlovento de la cordillera Nombre de Dios.
El número de días con lluvia al año alcanza los 190, los valores promedio mensuales de lluvia no descienden a cero mm. Los meses menos lluviosos son abril y mayo, el viento sopla del cuadrante noroeste, sobre el Departamento de Atlántida y del cuadrante norte. sobre el Departamento de Cortés. El promedio anual de temperatura es de unos 26 °C, con promedios anuales de máximas y mínimas de 30 °C y de 20 °C respectivamente.
| Parámetros climáticos promedio de Tela | Parámetros climáticos promedio de Tela | Parámetros climáticos promedio de Tela | Parámetros climáticos promedio de Tela | Parámetros climáticos promedio de Tela | Parámetros climáticos promedio de Tela | Parámetros climáticos promedio de Tela | Parámetros climáticos promedio de Tela | Parámetros climáticos promedio de Tela | Parámetros climáticos promedio de Tela | Parámetros climáticos promedio de Tela | Parámetros climáticos promedio de Tela | Parámetros climáticos promedio de Tela | Parámetros climáticos promedio de Tela |
| Mes                                    | Ene.                                   | Feb.                                   | Mar.                                   | Abr.                                   | May.                                   | Jun.                                   | Jul.                                   | Ago.                                   | Sep.                                   | Oct.                                   | Nov.                                   | Dic.                                   | Anual                                  |
| -------------------------------------- | -------------------------------------- | -------------------------------------- | -------------------------------------- | -------------------------------------- | -------------------------------------- | -------------------------------------- | -------------------------------------- | -------------------------------------- | -------------------------------------- | -------------------------------------- | -------------------------------------- | -------------------------------------- | -------------------------------------- |
| Temp. máx. abs. (°C)                   | 33                                     | 36                                     | 37                                     | 36                                     | 38                                     | 36                                     | 38                                     | 38                                     | 33                                     | 32                                     | 37                                     | 36                                     | 38                                     |
| Temp. máx. media (°C)                  | 23                                     | 24                                     | 25                                     | 26                                     | 27                                     | 28                                     | 27                                     | 27                                     | 27                                     | 26                                     | 25                                     | 24                                     | 26                                     |
| Temp. mín. media (°C)                  | 21                                     | 21                                     | 22                                     | 23                                     | 24                                     | 25                                     | 23                                     | 24                                     | 24                                     | 23                                     | 22                                     | 21                                     | 23                                     |
| Temp. mín. abs. (°C)                   | 15                                     | 10                                     | 13                                     | 13                                     | 17                                     | 21                                     | 16                                     | 20                                     | 12                                     | 17                                     | 13                                     | 15                                     | 10                                     |
| Fuente: 15 de noviembre de 2009        |                                        |                                        |                                        |                                        |                                        |                                        |                                        |                                        |                                        |                                        |                                        |                                        |                                        |

## Historia
Tela, fue la primera población fundada por los españoles en Honduras. La ciudad fue fundada el 3 de mayo de 1524, por el conquistador español, Cristóbal de Olid, bajo el nombre de Olid, como buen católico, reconoció la fecha como día en la cual los católicos celebran el día de la cruz.
Sin embargo, para los habitantes de la ciudad el nombre resultaba demasiado amplio, por lo que al poblado, se le abreviaba como Tela. La ciudad llegó a ser conocida simplemente por Tela. El nombre Triunfo de la Cruz, fue retenido por un pequeño promontorio en la bahía, continuo a la hoy ciudad de Tela. Otras versiones del nombre de la ciudad indican que su nombre proviene de una contracción de 'Tetela', que una lengua indígena significa, "tierra fragosa de montes y sierras".
La ciudad originalmente fue fundada en la vecindad de un pueblo indígena llamado Tehuacán, que con muy buena fuente de agua pura, alimentos y plantas medicinales, era controlado por el cacique Cucumba, quien convenció a los españoles de que era un buen lugar. Varios meses después de fundada, la municipalidad fue disuelta y pasó a formar parte de la jurisdicción de la Villa de Trujillo. A finales del siglo XVI, la bahía de Tela era frecuentada por los bucaneros que merodeaban el mar Caribe, buscando la manera de asaltar las goletas españolas que acarreaban fortunas en metales y piedras preciosas, procedentes de Trujillo, Puerto Cortés, La Habana y otros puertos del Atlántico. En 1825, año en que se hizo la primera división política territorial, Tela formaba parte del Departamento de Yoro. En 1876 le dieron la categoría de Municipio. Con la creación del departamento de Cortés, el 4 de junio de 1893, Tela pasó a formar parte de Cortés. Posteriormente, el 17 de julio de 1894, pasa nuevamente al departamento de Yoro; pero en 1902, pasa a formar parte del departamento de Atlántida. El puerto de Tela alcanzó la categoría de ciudad en marzo de 1927.

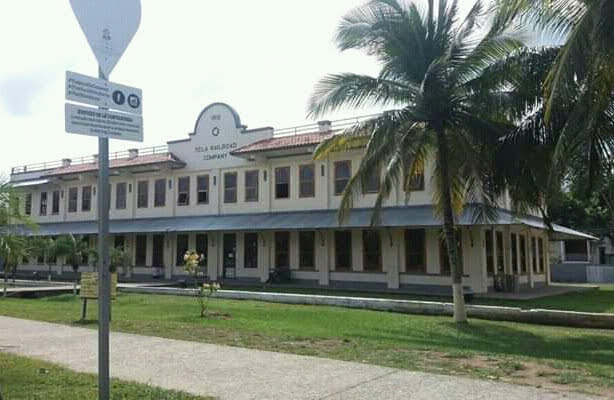
Edificio de la Tela Rail road Company.

Entre los años 1860 y 1900 la economía se basó en el cultivo y producción del banano en Honduras. Ya para 1912, el gobierno empezó a dar concesiones a nacionales y extranjeros que quisieran promover la economía del lugar, dando así, comienzo a la gran época de las empresas bananeras en el país. Durante esta época, la pequeña población tuvo un tiempo de mucho esplendor, cuando la transnacional bananera, Tela Railroad Company tuvo sus oficinas principales aquí.
Tela se constituyó en municipio el 2 de junio de 1876, bajo el gobierno del presidente constitucional de la república, Doctor Marco Aurelio Soto. A partir de 1912 la United Fruit Company (UFCO) generó el 80 por ciento de los empleos de la zona. En 1930 con el traslado de la UFCO al valle de Sula, Tela se vio en serios problemas de desempleo. En 1976, esta compañía devolvió a la municipalidad de Tela las tierras que ocupaba. 
El potentado bananero influyó mucho en las decisiones estatales hasta crear una forma de gobierno paralela que duró varias décadas del siglo pasado. Tras la desaparición de la Tela Railroad Company, la pequeña ciudad cayó en un letargo del que ha comenzado a despertar en tiempos recientes.

## Política
| Puesto        | Funcionario                  | Partido político       |
| ------------- | ---------------------------- | ---------------------- |
| Alcalde       | Ricardo Cálix Ruiz           | Partido Nacional       |
| Vicealcaldesa | Dolores Bustillo Cano        | Partido Nacional       |
| Regidor 1     | Jorge de Jesús Varela García | Partido Nacional       |
| Regidor 2     | José Antonio Fuentes Posas   | Partido Liberal        |
| Regidora 3    | Lourdes Suyapa Mejía Paz     | Partido Nacional       |
| Regidora 4    | Graciela Bueso Guerrero      | Partido Liberal        |
| Regidora 5    | Elva Nely Ruiz Inestroza     | Libertad y Refundación |
| Regidor 6     | Melvin Geovanny Delcid Reyes | Partido Nacional       |
| Regidor 7     | Osman René Orellana Amaya    | Partido Liberal        |
| Regidor 8     | Belin Bekker Rosa Cálix      | Libertad y Refundación |
| Regidor 9     | Manuel Rivera López          | Partido Nacional       |
| Regidor 10    | Enrique Nassar Benítez       | Salvador de Honduras   |

## Población

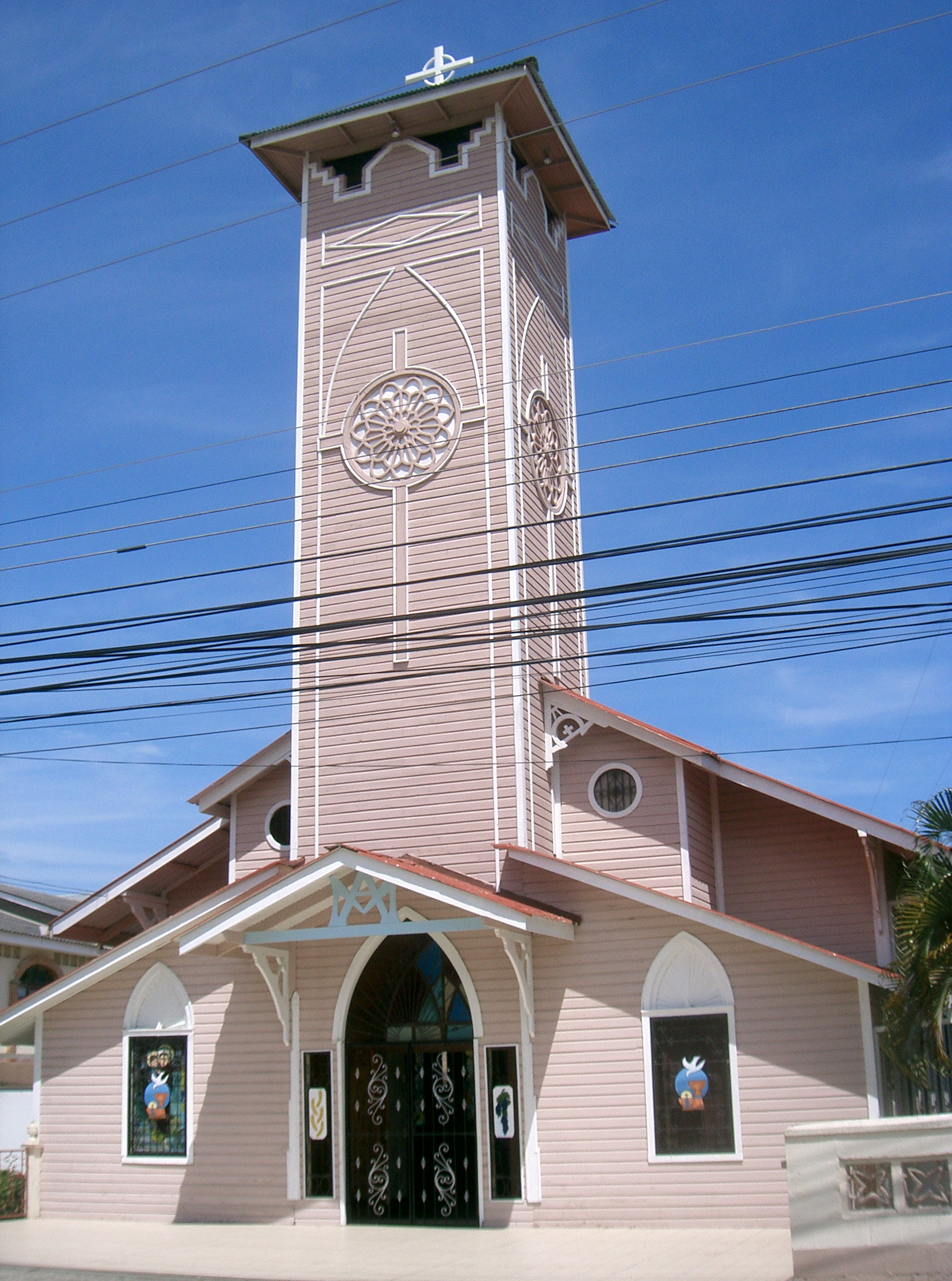
Iglesia de San Antonio.

Sus pobladores son mestizos, que ha resultado de la combinación de dos razas: la española y la tolupán. Esta etnia indígena se retiró de esta área luego del arribo de los españoles a la bahía de Tela. Los garífunas son descendientes de los negros que vinieron de la Isla de San Vicente, viven alrededor de la ciudad, habitan en la zona desde principios de siglo y pese a la fuerte influencia cultural de que han sido objeto, todavía conservan su lenguaje, su baile 'punta' y tradiciones ancestrales.
La población de Tela en 1901 era de 1101 hombres, 975 mujeres y un total de 2076 personas. Para el 2010 de acuerdo al Instituto Nacional de Estadísticas de Honduras (INE), el municipio de Tela contaba con 49,533 habitantes en el casco urbano y de 45,110 habitantes en el área rural, totalizando un total de 87,643.

Un 36.4 % de la población se encuentra entre 0-14 años. Un 7.2 % entre 50-60 años y 7 % de la población informante se ubica en un rango de 61 años o más, de los cuales el 45.1% son hombres y el 54.8% son mujeres. La mayor concentración de la población se encuentra entre las edades de 15-49 años, con un 49.4% de la población encuestada.
32.5 por ciento de la población se dedica a actividades de comercio, hoteles y restaurantes, un 29.2 % a la agricultura, un 16.5 % a servicios gubernamentales, comunales y personales y un 10.8 % a la construcción. La mayor categoría ocupacional la tienen los empleados u obreros privados (50.2 %) y trabajador cuenta propia sin contratación (17.9%) seguido del productor agrícola sin contratación (8.8 %) y empleado u obrero público (7.3 %).
La emigración para Estados Unidos, Canadá, Gran Caymán y España es muy común en Tela. Asimismo, los teleños emigran hacia las grandes ciudades de Honduras como Tegucigalpa y San Pedro Sula. Algunos pobladores consideran que las remesas no dejan de perjudicar a la sociedad teleña por el nivel de dependencia que promueven.

## Educación
El municipio ofrece educación pre-básica, escuelas de 6 grados, centros de educación básica de 9 grados, institutos de educación media y educación alternativa, como lo es el programa Sistema de Aprendizaje Tutorial (SAT) que ofrece bachillerato en Bienestar Rural y que opera en varias aldeas donde no hay Centro Básico y del Programa Educatodos.
La estructura escolar está compuesta por 194 Centros de educación, de los cuales 166 son oficiales y 28 son privados. En el área urbana funcionan 50 centros educativos (25 públicos y 25 privados), mientras que en el área rural funcionan 144 centros (41 oficiales y 3 privados). Los citados centros atienden a una población estudiantil de aproximadamente 29, 579 alumnos con un total de 696 docente, a razón de 42 alumnos por docente.
Los centros educativos están compuestos de la siguiente manera: Pre-básica = 41, Primaria = 130, Preescolar = 10 Media y Técnica = 12, educación continua = 1. Para un total de 194. Con respecto al equipamiento existe una disponibilidad de 14 bibliotecas en el municipio, lo que significa que solo un 7% de los centros educativos tienen acceso a estas. También existen 6 talleres y 13 líneas telefónicas.

## Economía

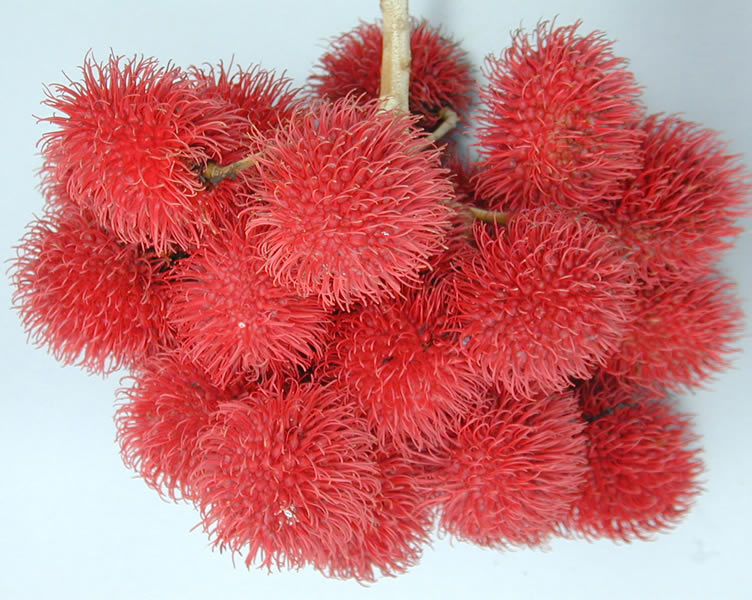
Rambután.

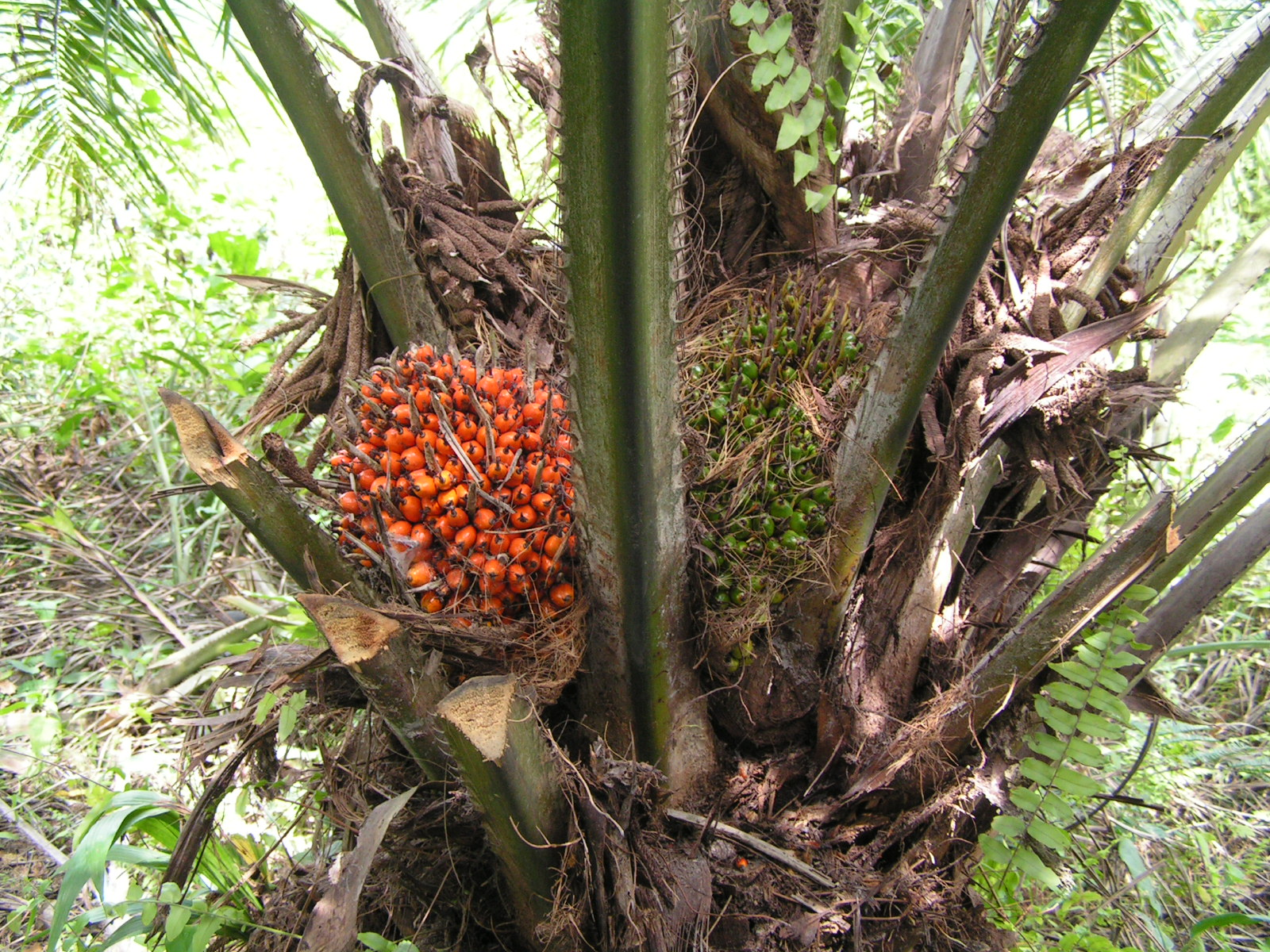
Palma Africana.

Las principales actividades económicas de Tela son el Turismo, la pesca, la agricultura, la ganadería, y el comercio. Antes, la ciudad de Tela vivía exclusivamente del cultivo del banano, frutas y arroz, ahora predomina la palma africana, la ganadería y la agricultura. La fruta Rambután se diseminó por medio del Jardín Botánico de Lancetilla y de la Fundación Hondureña de Investigación Agrícola (FHIA). Hoy, el rambután es un cultivo exótico importante en la zona.
Las empresas productoras y procesadoras de palma africana son de capital extranjero y nacional. Los pequeños productores están organizados en una cooperativa de productores agrícolas del municipio. El cultivo del rambután esta en manos de productores independientes, así como de ganaderos.

Cuando la empresa Tela Railroad Company trasladó sus cultivos entre El Progreso y San Pedro Sula, ello marcó el cierre de importantes fuentes de trabajo para la ciudad de Tela. El cierre del muelle afectó negativamente los ingresos de la ciudad y su destrucción ha sido lo que más ha dañado la economía de Tela. Hoy en día, las fuentes de trabajo de los habitantes de Tela se mueven alrededor del turismo y la agricultura. El empleo de los teleños es temporal, está relacionado con los meses en que tienen mayor actividad los diferentes rubros de producción o explotación. Por ejemplo, la palma africana genera fuentes de trabajo entre los meses de agosto y octubre.
El rambután en septiembre y noviembre, la ganadería en la época lluviosa, ello debido a la producción de leche. En el área urbana hay trabajo en los meses de marzo y mayo. En lo que respecta al turismo, el empleo crece en Semana Santa y diciembre. A este sector, las autoridades le han dado "mucho apoyo". Pero algunos pobladores opinan que el turismo no es la principal fuente de empleo. Por otra parte, se considera que la producción agrícola es la que alimenta a Tela, ya que la riqueza de Tela descansa en la ganadería, la agricultura y los pequeños productores.
Las comunidades garífunas se dedican al cultivo y la explotación de la yuca, con la cual preparan el casabe. Comunidades garífunas como la de Tornabé cuenta con un título de dominio pleno comunal, con un 5% de la población dedicada al cultivo de maíz, yuca y arroz. Otra actividad que genera ingresos para los garífunas es el pescado y el aceite de coco. La comunidad garífuna de San Juan vive de la agricultura y la pesca. De la yuca, se extrae el almidón y del coco el aceite, los cuales se venden en las localidades de Tela, El Progreso, La Lima y San Pedro Sula. En las labores artesanales: la mujer prepara el conocido pan de coco, pasteles y tabletas, para ser vendidos a nacionales y extranjeros. Los hombres trabajan en el oficio de la carpintería, construcción que son labores ocasionales.

## Turismo

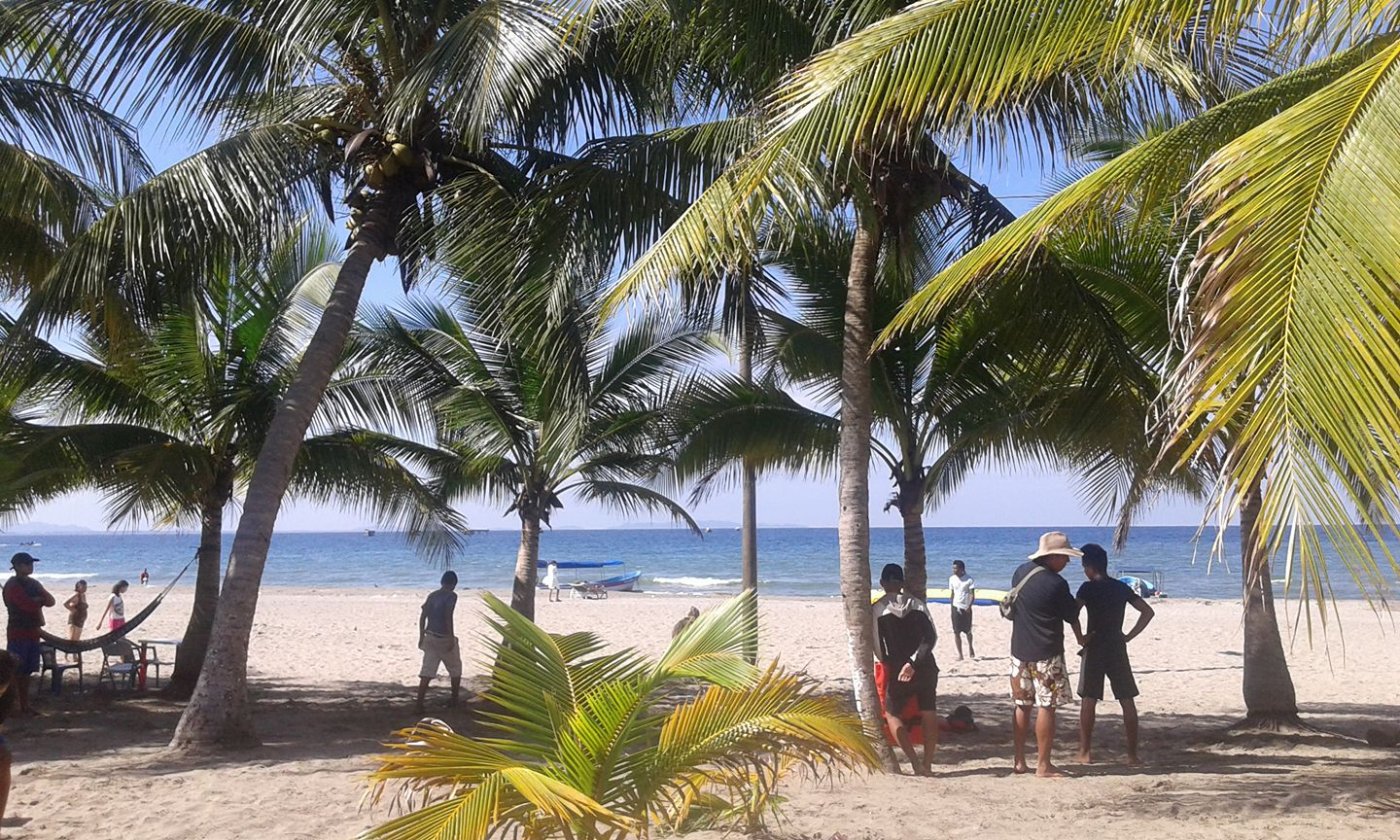
Playa municipal de Tela

El área geográfica de la Bahía de Tela comprende su extensión desde el Río Ulua hasta el Río Lean, zona que alberga cantidad importante de biodiversidad y riqueza cultural. Se pueden encontrar 653 especies de flora, 300 especies de fauna, 349 especies de aves, 7 cuerpos lagunares y extensiones de bosques prístinos.

### Jardín Botánico Lancetilla
A 5 km del centro de Tela se encuentra el Jardín Botánico Lancetilla. El verdadero origen de Lancetilla empezó en 1925, cuando la United Fruit Company fundó un Departamento de Investigaciones Científicas bajo la supervisión del científico, Wilson Popenoe, con el propósito de estudiar las enfermedades del banano y a la vez, analizar los medios factibles para cultivar otros productos tropicales de inmenso valor potencial.
El Jardín tiene una extensión de 1.681 ha de bosque de las cuales 1.261 ha son de reserva natural. Es considerado por estudiosos como un `santuario de plantas' de alta categoría en el continente americano y muestra maravillas naturales con la asistencia del humano. Un inmenso huerto que sirve como templo de sabiduría para los que saben escudriñar y desean aprender. Lancetilla posee colecciones más extensas de frutas nativas, asiáticas y de Oceanía en América Tropical, incluyendo la plantación más grande de Mangosteen y Garcinia Mangostanam en el hemisferio este.

### Parque nacional Punta Izopo

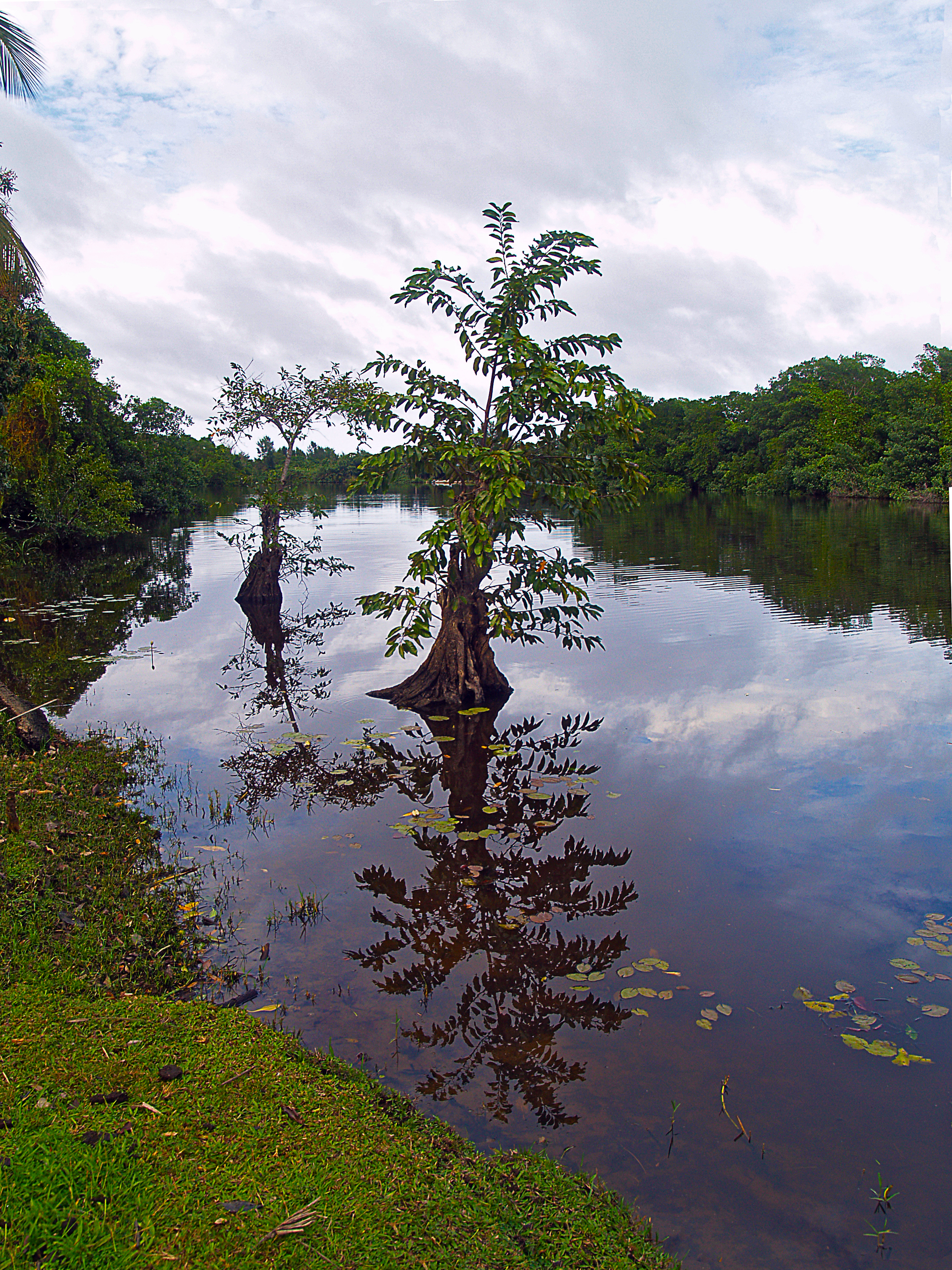
Parque nacional Punta Izopo

A solamente 8 kilómetros de la ciudad de Tela se encuentra Punta Izopo. El parque nacional Punta Izopo fue declarado por la Convención RAMSAR de las Organización de las Naciones Unidas, como el humedal n.º 812 de interés internacional, en fecha 20 de marzo de 1996. Esta área protegida presenta un sistema de ambientes terrestres, costeros y marinos en un estado que no ha sido alterado mucho por la población humana cercana. En el mismo, se puede observar una variedad de aves y se puede navegar por un manglar rico en biodiversidad.

### Refugio de Vida Silvestre Texiguat
El Refugio de Vida Silvestre Texiguat se encuentra a 50 km de Tela. El Refugio tiene una extensión de 16 000 ha. Incluyendo su zona núcleo y la zona de Amortiguamiento, esta superficie está basada en el mapa base que se elaboró bajo el decreto 87-87 de bosques nublados en 1987 con CONSEFORH Los Ecosistemas del Refugio de Vida Silvestre Texiguat es un poco variada. Su topografía abrupta ha dado como resultado varios tipos de suelos, la vegetación dominante de esta Área Protegida, la constituye el bosque latifoliado, seguido por el bosque de pino.

### Parque nacional Punta Sal (Jeannette Kawas)

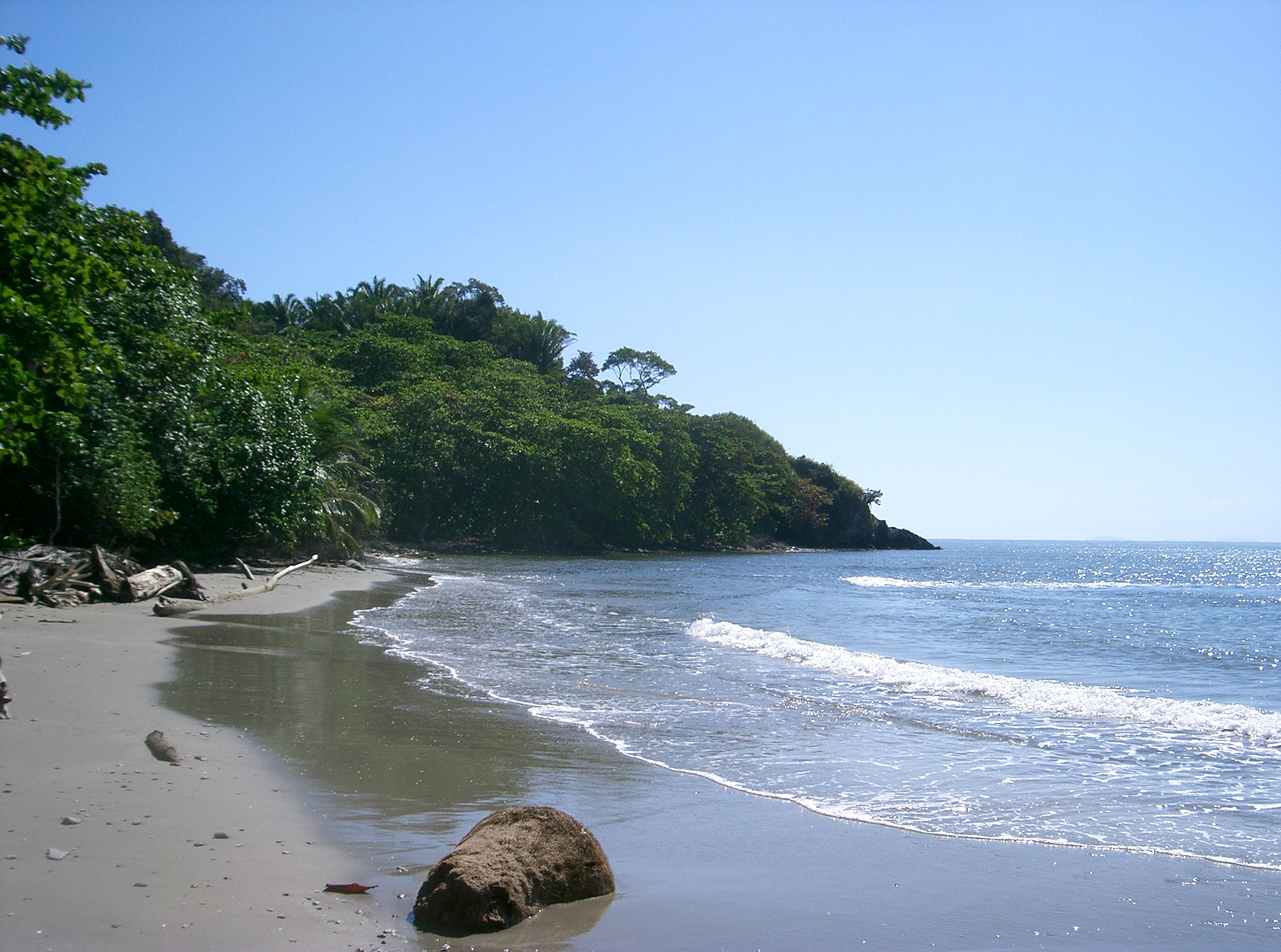
Parque nacional Jeannette Kawas

El parque nacional Punta Sal o Jeannette Kawas, está ubicado geográficamente a 35 km al oeste de la ciudad de Tela. El PNJK fue creado en el año 1994 a través del Decreto Legislativo N.º 154-94. Contiene en su extensión de 78.400 ha con al menos 14 tipos de ecosistemas y 44 comunidades que se ubican entre los Municipios de Tela y Puerto Cortés. El PNJK es el humedal N.º 712 inscrito en el convenio RAMSAR.
Posee aproximadamente 35 kilómetros lineales de playa y cerca de los 20 kilómetros de anchura, tiene una extensión territorial de 793.818 km², los que incluyen la zona núcleo y zona de amortiguamiento, los ecosistemas predominantes en la zona son los humedales, en ocasiones cuando hay tormentas tropicales o huracanes las comunidades de San Juan y Tornabé sufren de inundaciones por varios días debido a que aumenta el nivel de la Laguna de Los Micos, este parque esta cercano a otras áreas protegidas como ser el Jardín Botánico de Lancetilla, Refugio de Vida Silvestre Texiguat y El parque nacional Punta Izopo.

### Actualidad
Actualmente se lleva a cabo en Tela un proyecto turístico que contempla una inversión total de 400 millones de dólares. La primera etapa de la obra que comenzó con una inversión inicial de $38.6 millones de dólares concluyó con la entrega de las obras de infraestructura básica del proyecto que consiste en calles de acceso, alcantarillado y conexión eléctrica. 
en mayo de 2010.
Según el Fondo Hondureño de Inversión Turística (FHIT) la segunda etapa consiste en la construcción de un hotel de 120 habitaciones y una cancha profesional de golf en la cual que participarán 45 grupos empresariales. Esta segunda etapa está proyectada a finalizar en octubre de 2012. Se estima la generación mil 500 empleos directos y unos seis mil indirectos mediante un financiamiento de parte del Banco Centroamericano de Integración Económica (BCIE) y de bancos privados.

En 2011 se dio el descubrimiento de un importante banco de arrecifes en las aguas de la Bahía de Tela. El 14 de julio de 2011 se realizó en Tela, "la presentación de los resultados más relevantes de la investigación, con la presencia de la Doctora Melanie McField, Directora de HealthyReefsInitiative (HRI), importante y reconocida investigadora arrecifal a nivel mundial."
"Durante este evento la doctora McField explicó que hay varios signos científicos que demuestran la vitalidad de los arrecifes de coral. Uno de ellos es la cobertura de coral vivo, y el “Banco Capiro” tiene el segundo lugar en el Sistema Arrecifal Mesoamericano (SAM )con 69%. Este banco de corales, se integra a los demás atractivos ecoturísticos de la Bahía de Tela. El primer lugar lo tiene Banco Cordelia en Roatán, Islas de la Bahía con un 72.2%. El Tercer lugar es un sitio en Belice con 39.7%, mientras el promedio en el SAM es del 19%."."
Para preservar estos recursos se creó la Asociación del Arrecife de Tela (Amatela), la cual reúne a todos los sectores sociales y económicos del lugar para buscar estrategias que promueven la utilización sostenible de estos recursos, en especial con fines turísticos.

### Santo Patrón y feria patronal

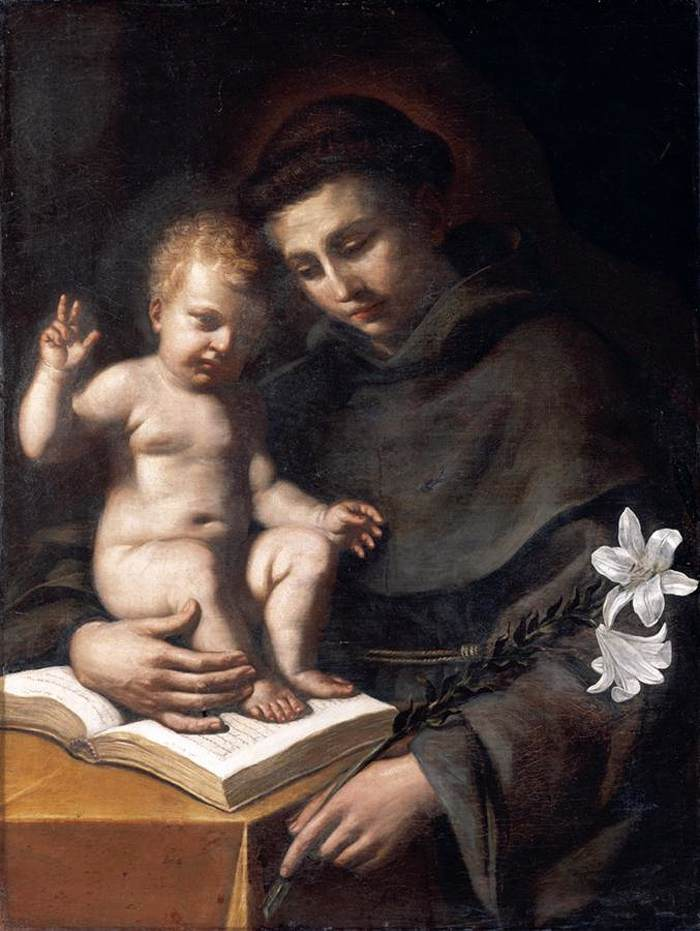
San Antonio de Padua

San Antonio de Padua a quien León XIII lo llamó "el santo de todo el mundo", porque su imagen y devoción se encuentran por todas partes, es el Santo patrono de la ciudad puerto de Tela. Este santo, quien al nacer (13 de junio de 1195) se llamó Fernando de Bulloes y Taveira de Azevedo, cambió su nombre por el de Antonio al ingresar en la orden de Frailes Menores, por la devoción al gran patriarca de los monjes y patrones titulares de la capilla en que recibió el hábito franciscano.
San Antonio fue canonizado antes de que hubiese transcurrido un año de su muerte; en esa ocasión, el Papa Gregorio IX pronunció la antífona "O doctor optime" en su honor y, de esta manera, se anticipó en siete siglos a la fecha del año 1946, cuando el Papa Pío XII declaró a San Antonio "Doctor de la Iglesia".
A partir del siglo XVII, San Antonio se ve representado con el Niño Jesús en los brazos; ello se debe a un suceso que tuvo mucha difusión y que ocurrió cuando San Antonio estaba de visita en la casa de un amigo. En un momento dado, éste se asomó por la ventana y vio al santo que contemplaba, arrobado, a un niño hermosísimo y resplandeciente que sostenía en sus brazos.
En las representaciones anteriores al siglo XVII aparece San Antonio sin otro distintivo que un libro, símbolo de su sabiduría respecto a las Sagradas Escrituras. En ocasiones se le representó con un lirio en las manos y también junto a una mula que, según la leyenda, se arrodilló ante el Santísimo Sacramento que mostraba el santo.
Tela celebra su carnaval, en honor a San Antonio de Padua en la segunda semana de junio. Esta tradición comenzó hace más de 40 años siendo uno de los primeros de Honduras en este tipo de celebraciones. Cada año, generalmente una vez finalizado el desfile tradicional de la ciudad, grupos musicales se instalan en el bulevar costero a orillas de las playas de Tela.

## Deportes
La ciudad cuenta con una larga historia Deportiva, varios deportes como el Básquetbol y los Deportes Acuáticos, sin embargo el Fútbol es el más querido por los ciudadanos teleños, el Estadio Alfredo Leon Gomez ha acogido a varios equipos como el Club Deportivo Petrotela y el Club Deportivo Parrillas One en la Primera División y el Tela Fútbol Club en la Segunda División.

## División Política
- Aldeas: 76 (2013)
- Caseríos: 290 (2013)

| Código | Aldea                                                  | Código | Aldea                            |
| ------ | ------------------------------------------------------ | ------ | -------------------------------- |
| 010701 | Tela                                                   | 010739 | La Yusa                          |
| 010702 | Agua Blanca                                            | 010740 | Las Delicias                     |
| 010703 | Agua Chiquita                                          | 010741 | Las Mercedes                     |
| 010704 | Barra Ulúa                                             | 010742 | Las Metalias                     |
| 010705 | Brisas del Lean                                        | 010743 | Las Minas                        |
| 010706 | Buena Vista                                            | 010744 | Las Palmas                       |
| 010707 | Buenos Aires No 1                                      | 010745 | Las Quebradas                    |
| 010708 | Buenos Aires No 2                                      | 010746 | Los Cerritos                     |
| 010709 | Campo Elvir                                            | 010747 | Melcher o Kilómetro Diez y Siete |
| 010710 | Cangélica del Corozal                                  | 010748 | Meroa Ocho                       |
| 010711 | Cangeliquita Abajo                                     | 010749 | Meroa Río                        |
| 010712 | Cangeliquita Arriba                                    | 010750 | Mezapa o Santa Rosa del Norte    |
| 010713 | Col. Los Laureles                                      | 010751 | Monte Sion                       |
| 010714 | Concepción La Florida Vieja o Concepción Valle de Lean | 010752 | Morazán                          |
| 010715 | Creek Martínez                                         | 010753 | Nombre de Dios                   |
| 010716 | Champerío o El Triunfo de Esquipulas                   | 010754 | Nueva Esperanza                  |
| 010717 | El Barro o Buena Vista                                 | 010755 | Nueva Suyapa                     |
| 010718 | El Cedro                                               | 010756 | Nuevo Berlín o Las Jicoteas      |
| 010719 | El Desvío del Zapote Mojimán                           | 010757 | Paujiles                         |
| 010720 | El Dorado                                              | 010758 | Peman o Uluita Adentro           |
| 010721 | El Encanto                                             | 010759 | Piedras Gordas                   |
| 010722 | El Guano                                               | 010760 | Planes                           |
| 010723 | El Guayabal                                            | 010761 | Procón                           |
| 010724 | El Junco                                               | 010762 | Puerto Arturo                    |
| 010725 | El Jute                                                | 010763 | Río Tinto                        |
| 010726 | El Rodeo                                               | 010764 | San Alejo                        |
| 010727 | El Tigre                                               | 010765 | San Antonio                      |
| 010728 | El Triunfo de la Cruz                                  | 010766 | San Antonio de Villafranca       |
| 010729 | El Zapote No 1                                         | 010767 | San José                         |
| 010730 | El Zapote No 2                                         | 010768 | San Juan                         |
| 010731 | Kilómetro Trece                                        | 010769 | San Juan Lempira                 |
| 010732 | Lancetilla                                             | 010770 | Santiago                         |
| 010733 | La Esperanza                                           | 010771 | Tarralosa                        |
| 010734 | La Esperanza de Santiago                               | 010772 | Toloa Adentro                    |
| 010735 | La Fortuna                                             | 010773 | Toloa Creek                      |
| 010736 | La Ica                                                 | 010774 | Tornabé                          |
| 010737 | La Paz                                                 | 010775 | Villafranca                      |
| 010738 | La Unión                                               | 010776 | Zoilabé                          |